# Testes com animais no Brasil
Os testes com animais no Brasil são definidos por meio da Lei 11.794, de 8 de outubro de 2008, cabendo à ANVISA apenas verificar a apresentação de dados que comprovem a segurança dos produtos que são registrados na agência. Apesar da existências de selos internacionais que indicam que um produto não foi testado em animais, no Brasil a Abiphec, uma entidade que reúne fabricantes de cosméticos e produtos de uso pessoal, afirma que a informação não é obrigatória e vai da decisão da empresa. O deputado federal Ricardo Tripoli (PSDB-SP), contudo, é autor de um projeto de lei há anos parado na Câmara que prevê, entre outros pontos, a obrigatoriedade de informar sobre testes em animais nas embalagens dos cosméticos.
Em 1 de março de 2023, foi publicado no Diário Oficial da União a resolução Nº 58, DE 24 DE FEVEREIRO DE 2023  que dispõe sobre a proibição do uso de animais vertebrados, exceto seres humanos, em pesquisa científica, desenvolvimento e controle de produtos de higiene pessoal, cosméticos e perfumes que utilizem em suas formulações ingredientes ou compostos com segurança e eficácia já comprovadas cientificamente e dá outras providências. 

## Caso "Beagles de São Roque"
Em outubro de 2013, dezenas de ativistas, incluindo Luisa Mell, invadiram o laboratório do Instituto Royal, na cidade de São Roque, no estado de São Paulo e furtaram 178 cães da raça Beagle, sete coelhos e mais de 200 camundongos, além de equipamentos e destruíram arquivos de pesquisa. O Instituto teria recebido R$ 5,3 milhões da União para a criação, manejo e fornecimento de roedores e cães para serem utilizados em “toxicologia pré-clínica para avaliação de seguranças e periculosidade de novas moléculas candidatas à uso terapêutico, contando ainda com outro laboratório, em Porto Alegre, dentro do Campus do Vale da Universidade Federal do Rio Grande do Sul (UFRGS). Os invasores destruíram materiais de estudos relacionados a remédios contra o câncer, diabetes, hipertensão e epilepsia, prejudicando a pesquisa científica. Uma promissora pesquisa de imunoterapia contra o câncer, da USP, foi interrompida.
Desde o fato, o sistema de pesquisa e desenvolvimento de fármacos no Brasil não conseguiu preencher a lacuna deixada com o fechamento do Instituto Royal, pois o laboratório era o único no país qualificado a fazer uma série de ensaios pré-clínicos com animais, exigidos pelos órgãos internacionais para teste de vacinas e medicamentos. Com isso, cientistas brasileiros que necessitam desenvolver pesquisas nessa área ou são obrigados a realizar os testes fora do país ou abandonar seus projetos de pesquisa. Apesar da condenação de um dos envolvidos, que não participou das invasões, a insegurança jurídica causada pelo episódio desestimula qualquer investimento na área, como a construção de biotérios para pesquisa do vírus da zica pois os inquéritos de depredação, invasão de propriedade privada, furto ainda continuam em investigação.
Dois anos após a invasão do Instituto Royal, o G1 reportou que um dos beagles furtados vivia na rua, nas proximidades de onde era o laboratório. Segundo moradores, o animal apareceu logo após a invasão, possivelmente por medo da investigação policial, e tinha sarna e passava fome.

## Legislação

### Santos
Em 2 de dezembro de 2014, entrou em vigor em Santos a lei nº 3.064, que proíbe a concessão ou renovação de alvarás de funcionamento para instituições que realizem vivissecção ou pratiquem testes com animais para quaisquer finalidades. A lei foi proposta pelo então vereador Benedito Furtado, do PSB.

### São Paulo
Em 23 de janeiro de 2014, o então governador de São Paulo Geraldo Alckmin sancionou o projeto de lei 777/2013, de autoria do deputado Feliciano Filho (PEN), que proíbe o uso de animais para desenvolvimento, experimentos e testes de produtos cosméticos, higiene pessoal, perfumes, e seus componentes em todo o estado. Dessa forma, o estado de São Paulo tornou-se o primeiro no Brasil a proibir essa prática. A lei não prevê veto ao uso de animais para testes de medicamentos.

### Rio de Janeiro
Em 12 de dezembro de 2017, os deputados estaduais do Rio de Janeiro derrubaram, por 40 votos a zero, o veto do então governador Luiz Fernando Pezão ao projeto de lei nº 2714/2014, que proíbe a utilização de animais para desenvolvimento, experimento e teste de produtos cosméticos e de higiene pessoal, perfumes e seus componentes. Porém o projeto de lei não proibiu a comercialização de produtos testados em animais.

## Rotulagem
O termo direto é usado para qualquer empresa devido a complexidade dos componentes das formulas químicas que compõe o produto. As empresas trabalham com componentes químicos, logo exite uma segurança química associada a matéria-prima obtida desse produto, juntamente com legislação própria que exige a produção de símbolo de risco desses produtos, mesmo os mais simples. Todos as matérias-primas adquiridas devem passar por testes de segurança para determinar sua dose letal mediana bem como outros índices de segurança e confiabilidade, importantes para os trabalhadores dessas empresas e para garantir a segurança do trabalho realizado. Por isso, apesar da iniciativa, é impraticável não se utilizar um componente que já não tenha sido previamente testada quanto sua segurança química.
Ainda, devido à impossibilidade de referendar dados com fontes fiáveis, e das organizações de proteção animal não usam nenhum tipo de fiscalização ou auditoria nas empresas, não há como confiar plenamente em uma lista de empresas que realizam testes com animais diretamente em com seus produtos, seguindo assim padrões estabelecidos de verificabilidade. Portanto, a iniciativa tem que exclusivamente confiar na palavra das empresas que se auto-declaram.

## Fiscalização e normas
No Brasil, o Conselho Nacional de Controle de Experimentação Animal (CONCEA), órgão de caráter normativo, consultivo, deliberativo, resursal e integrante do Ministério da Ciência, Tecnologia e Inovação, é o responsável pela elaboração de normas de utilização animal de forma humanitária para fins de pesquisa e ensino. Além disso, o CONCEA também estabelece critérios para funcionamento e instalações de biotérios, centros de criação e laboratórios para experimentação animal, sendo necessário o credenciamento das instituições que realizem esse tipo de pesquisa.
Desde 26 de outubro de 2015, há um acordo de cooperação técnica entre o  Ministério da Ciência, Tecnologia e Inovações e o Conselho Federal de Medicina Veterinária, que estabelece esforços conjuntos para o monitoramento das instalações nas instituições que mantenham ou produzam animais utilizados em pesquisa ou ensino. O acordo também prevê a fiscalização do pessoal envolvido na manipulação dos animais e o registro dos procedimentos realizados.